# Maslach Burnout Inventory
In psicologia, il Maslach Burnout Inventory (MBI) è un questionario di 22 item, ognuno con 6 gradi di risposta su scala Likert, atto a valutare il livello di burn-out di un individuo. Il test è stato sviluppato nel 1981 da Christina Maslach e Susan Jackson.

## Descrizione
L'MBI è un questionario multidimensionale che affronta tre diversi campi della professionalità:
- esaurimento emotivo;
- depersonalizzazione;
- ridotta realizzazione personale.

Originariamente era rivolto alle professioni di aiuto, ovvero quelle mansioni che contemplano una notevole interazione emotiva tra l'operatore e l'utente (ad es. psicologi, operatori sociali e del volontariato, insegnanti, medici, ecc.), ma nel tempo il suo utilizzo si è ampliato verso tutti quei lavori e professioni che richiedono un costante contatto con il pubblico o con persone in stato di bisogno, riabilitazione e segregazione, producendo "fenomeni di stress e burnout che si verificano anche fra il personale di custodia nelle istituzioni segreganti e riabilitative". Il modello che scaturisce dal MBI, viene anche definito "modello Maslach".
Una evoluzione della scala MBI è l'Organizational Checkup System (OCS) di Michael Leiter e Christina Maslach, un test costituito da 68 item che, oltre ad indagare le cause del burnout quale obiettivo del precedente MBI, cerca di individuare le strategie lavorative più adeguate per il soggetto, affinché egli possa evitare e superare le cause stressogene che conducono al burnout.

## Punteggi e domande del MBI
- 0 = MAI
- 1 = QUALCHE VOLTA ALL'ANNO
- 2 = UNA VOLTA AL MESE O MENO
- 3 = QUALCHE VOLTA AL MESE
- 4 = UNA VOLTA ALLA SETTIMANA
- 5 = QUALCHE VOLTA ALLA SETTIMANA
- 6 = OGNI GIORNO

1. Mi sento emotivamente sfinito dal mio lavoro.
2. Mi sento sfinito alla fine della giornata.
3. Mi sento stanco quando mi alzo alla mattina e devo affrontare un'altra giornata di lavoro.
4. Posso capire facilmente come la pensano i miei pazienti.
5. Mi pare di trattare alcuni pazienti come se fossero degli oggetti.
6. Mi pare che lavorare tutto il giorno con la gente mi pesi.
7. Affronto efficacemente i problemi dei pazienti.
8. Mi sento esaurito dal mio lavoro.
9. Credo di influenzare positivamente la vita di altre persone attraverso il mio lavoro.
10. Da quando ho cominciato a lavorare qui sono diventato più insensibile con la gente.
11. Ho paura che questo lavoro mi possa indurire emotivamente.
12. Mi sento pieno di energie.
13. Sono frustrato dal mio lavoro.
14. Credo di lavorare troppo duramente.
15. Non mi importa veramente di ciò che succede ad alcuni pazienti.
16. Lavorare direttamente a contatto con la gente mi crea troppa tensione.
17. Riesco facilmente a rendere i pazienti rilassati e a proprio agio.
18. Mi sento rallegrato dopo aver lavorato con i pazienti.
19. Ho realizzato molte cose di valore nel mio lavoro.
20. Sento di non farcela più.
21. Nel mio lavoro affronto i problemi emotivi con calma.
22. Ho l'impressione che i pazienti diano la colpa a me per i loro problemi.